# حزب التوحيد العربي (مصر)
حزب التوحيد العربي هو حزب سياسي إسلامي أسسه قادة سابقون لحزب العمل المصري ومستقلون وإسلاميون. انسحب الحزب من التحالف الوطني لدعم الشرعية.